# 文献管理软件
文献管理软件是学者或者作者用于记录、组织、调阅引用文献的计算机程序。一旦引用文献被记录，就可以重复多次地生成文献引用目录。例如，在书籍、文章或者论文当中的参考文献目录。科技文献的快速增长促進了文献管理软件的發展。